# Дигерманат калия
Дигерманат калия — неорганическое соединение, 
соль щелочного металла калия и германиевой кислоты
с формулой K2Ge2O5,
бесцветные кристаллы,
растворимые в воде.

## Получение
- Сплавление стехиометрических количеств оксида германия и едкого кали:

{\displaystyle {\mathsf {2GeO_{2}+2KOH\ {\xrightarrow {550^{o}C}}\ K_{2}Ge_{2}O_{5}+H_{2}O}}}

## Физические свойства
Дигерманат калия образует бесцветные кристаллы.
Растворим в воде.